# Onno Dircksen
Onno Dircksen (auch Dirksen) war als Bildhauer in der ersten Hälfte des 17. Jahrhunderts für die evangelischen Kirchen in der Grafschaft Oldenburg tätig. Seine Lebensdaten sind nicht bekannt.

## Leben
Einzige bisher bekannte schriftliche Quelle ist der Arbeitsauftrag für die Kanzel in Wiarden (1643). Werke sind aus den Jahren 1631 bis 1661 noch vor Ort erhalten und teilweise von ihm mit Steinmetzzeichen signiert und datiert: „ANNO / [Jahr] / O [Steinmetzzeichen] D / B“ (B = Bildhauer). Er wirkte zunächst als Geselle in der Werkstatt des Bildhauers Ludwig Münstermann und steht in seiner manieristischen Tradition. Vermutlich führte er später in Tossens (Butjadingen) eine eigene Werkstatt. Onno Dircksen vervollständigte Kirchenausstattungen, die sein Lehrmeister Ludwig Münstermann begonnen hatte. Er übernahm das Motiv der Atlanten, die das Hauptgebälk von Altar oder Kanzel anstatt der Säulen tragen, von Johann, dem ältesten Sohn Ludwig Münstermanns, der es zuerst am Altar in Schwei 1638 realisierte. Die notwendige Höhe führte zu manieristisch überlängten Skulpturen. Der Bühnenraum von Abendmahlsszenen im Altar wurde von ihm deutlich weiter ins Licht geöffnet.

## Werke (1631 bis 1661)
- Rodenkirchen, St.-Matthäus-Kirche: Kanzel, 1631, Mitarbeit als „Diener“ (Geselle) Ludwig Münstermanns
- Esenshamm, St.-Matthäus-Kirche: Coronament, 1638, Zuschreibung; Altar 1648, Zuschreibung; Epitaph für Hinrich Butjenter, 1650, Zuschreibung; Prieche, 1655, Zuschreibung
- Golzwarden, St.-Bartholomäus-Kirche: Kanzel, 1640, signiert und datiert
- Fedderwarden, St.-Stephanus-Kirche: Altar, 1641, Zuschreibung; Epitaph Gerhardius Hoppius, 1644, Zuschreibung; Taufbecken mit Deckel, 1648, Zuschreibung
- Schortens, St.-Stephanus-Kirche: Kanzel, 1642, signiert und datiert
- Blexen, St.-Hipplotytus-Kirche: Taufbecken (mit Deckel), 1642, signiert und datiert
- Wiarden, St. Cosmas und Damian: Kanzel, 1643, Signiert ("ODB") und datiert, Werkvertrag erhalten; Altar, um 1645.
- Tossens, St.-Bartholomäus-Kirche: Herrschaftlicher Stuhl, Gestühl im Predigtraum, 1643–1644; Rahmung des Epitaphs für Nanne Burgen († 1658), 1661, Zuschreibung
- Neuende, St.-Jacobi-Kirche: Kanzel, 1647, signiert und datiert
- Sillenstede, St.-Florian-Kirche: Epitaph für Pastor Conrad Wagner, vor 1650, Zuschreibung
- Langwarden, St.-Laurentius-Kirche: Altar, 1652, Zuschreibung; Beichtstuhl des Pastors Melchior Meyer, 1656, Zuschreibung; Epitaph des Pastors Melchior Meyer, nach 1660, Zuschreibung